# چلان (اهر)
چلان (chelan) یکی از روستاهای استان آذربایجان شرقی است که در دهستان آذغان بخش مرکزی شهرستان اهر و نزدیک سد ستارخان واقع شده‌است.این روستا ۸۹ نفر جمعیت دارد.